# 不思議Hとスクールガール
『不思議Hとスクールガール』（ふしぎエッチとスクールガール）は、色白好による日本の成人漫画。

## 異世界の猫メイド物語

### 登場人物
ミイちゃん
人間ではない猫娘。

## STOP×STOP!

### 登場人物
主人公
男子生徒。
利奈
男子生徒に告白された女子。男子生徒とは同じクラス。

## 保健室の催淫先生

### 登場人物
保険医
催淫療法で明日菜を辱める。
明日菜
捻挫と擦り傷で保健室に来た女子。

## 死ぬまでにしたいあのこと

### 登場人物
主人公
京香に惚れていた男子。トラックにはねられて死亡して幽霊となった。幽体ということもあって最初は京香に触れなかったが、思いの強さからか触れるようになり、好き放題するようになる。
冴草京香
学園のアイドル。複数の男性から行為を寄せられ、ラブレターを沢山もらっている。後輩の女子たちからも慕われている。しかし立場の良さとは裏腹に教師からいつもセクハラされたり、幽霊となった主人公に実質的にレイプされて妊娠してしまうなど、かなりの不幸体質でもある(特に学園のアイドルである京香が妊娠したのは様々な形での破滅が示唆されている)。

## クローンゲート

### 登場人物
主人公
妹を溺愛している。
令菜
主人公の妹。

## 水にヒソム

### 登場人物
篠森みゆ
女子生徒。水を怖がっている。

## Lilithコレクション 催眠彼女

### 登場人物
主人公
美樹里絵利里
チアガール。
牧瀬義純
絵利里の彼氏。
緋室
Herdeの女店主。

## 気功!?軟体ストレッチ

### 登場人物
東雲早苗
新体操部の女子。
先生
気功を扱える。

## 来栖ミサの妄想魔法

### 登場人物
来栖ミサ
聖アント学園2年生。

## リアルアンのピオニア

### 登場人物
ピオニア
リアルアン王国の王女。

## 悪魔性道アリエル

### 登場人物
アリエル
淫魔。

## 書籍
- 色白好『不思議Hとスクールガール』キルタイムコミュニケーション、全1巻

1. 2012年3月24日初版発行[14] ISBN 9784799202272[15]